# John Rutherford (Politiker)

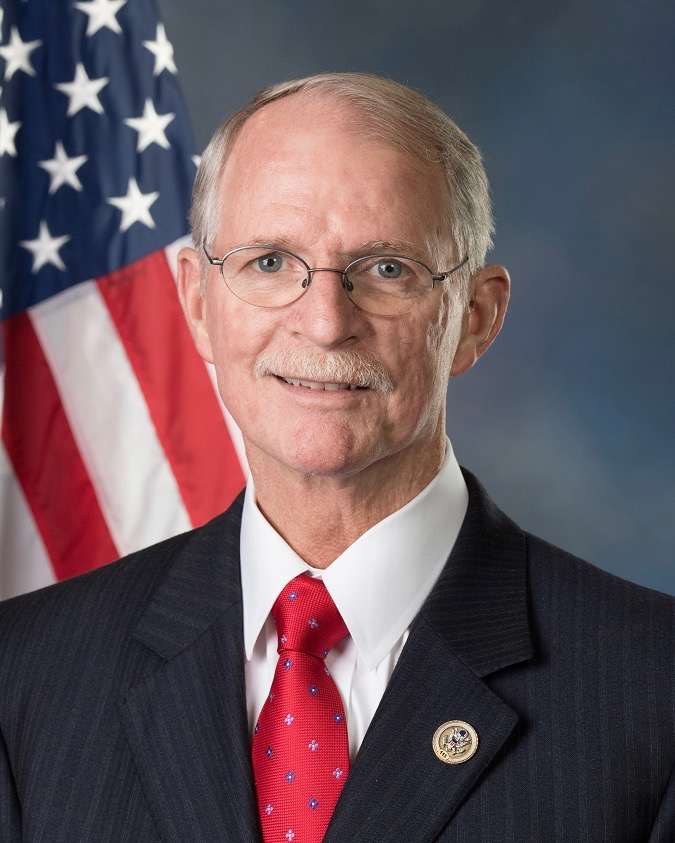
John Rutherford (2017)

John Henry Rutherford (* 2. September 1952 in Omaha, Douglas County, Nebraska) ist ein US-amerikanischer Politiker der Republikanischen Partei. Von Januar 2017 bis Januar 2033 vertrat er den vierten Distrikt des Bundesstaats Florida und verity seit Januar 2023 den 5. Kongresswahlbezirk im US-Repräsentantenhaus.

## Werdegang
Seit 1958 lebt John Rutherford er mit seiner Familie in Jacksonville (Florida). Er absolvierte bis 1970 die Nathan Bedford Forrest High School und besuchte anschließend das Jacksonville Junior College. Danach studierte er in Tallahassee an der Florida State University das Fach Kriminologie, welches er 1974 mit dem Bachelor of Science beendete. Außerdem besuchte er für einige Zeit die FBI National Academy. Zwischen 1974 und 2003 war er im Polizeidienst der Stadt Jacksonville tätig, wobei er bis zum Captain aufstieg. In dieser Zeit leitete er verschiedene Polizeidezernate seiner Heimatstadt. Im Jahr 2003 wurde er dort zum Sheriff gewählt. Dieses Amt bekleidete er bis zu seinem Amtsantritt als Kongressabgeordneter.
Rutherford ist mit seiner Frau Pat seit über 50 Jahren verheiratet. Das Paar hat zwei erwachsene Kinder.

## Politische Laufbahn
Politisch schloss sich Rutherford der Republikanischen Partei an. Bei den Kongresswahlen des Jahres 2016 wurde er im vierten Wahlbezirk von Florida in das US-Repräsentantenhaus in Washington, D.C. gewählt, wo er am 3. Januar 2017 die Nachfolge von Ander Crenshaw antrat, der nicht mehr kandidiert hatte. Er gewann mit über 70 % Prozent der Stimmen gegen den Demokraten David Bruderly. Im Jahr 2018 konnte er mit 65,2 % der Stimmen gegen den Demokraten Ges Selmont, sowie zwei weitere Kandidaten gewinnen. 2020 siegte er mit 61,1 % gegen Donna Deegan von der Demokratischen Partei und den Republikaner Gary Koniz.
Die Primary (Vorwahl) seiner Partei für die Wahlen 2022 am 23. August konnte er diesmal im 5. Kongresswahlbezirk mit rund 66 % deutlich gewinnen. Die allgemeine Wahl am 8. November 2022 wurde, da keine Gegenkandidaten antraten, abgesagt und Rutherford damit zum Sieger erklärt. Er gehört damit auch dem am 3. Januar 2023 zusammentretenden Repräsentantenhaus des 118. Kongresses an. Bei der Wahl zum 119. Kongress 2024 setzte er sich in der Vorwahl mit 67,1 % und in der Hauptwahl mit 63,1 % durch. Seine aktuelle Legislaturperiode dauert damit bis zum 3. Januar 2027.

### Ausschüsse
Rutherford  ist aktuell Mitglied in folgenden Ausschüssen des Repräsentantenhauses:
- Committee on Appropriations
  - Homeland Security
  - Military Construction, Veterans Affairs, and Related Agencies
  - Transportation, and Housing and Urban Development, and Related Agencies
- Committee on Ethics

Er war zuvor auch Mitglied im Committee on Veterans’ Affairs und dem Committee on Homeland Security. Außerdem ist er Mitglied in 34 Caucuses.

### Kontroversen
Rutherford gehörte zu den Mitgliedern des Repräsentantenhauses, die bei der Auszählung der Wahlmännerstimmen bei der Präsidentschaftswahl 2020 für die Anfechtung des Wahlergebnis stimmten. Präsident Trump hatte wiederholt propagiert, dass es umfangreichen Wahlbetrug gegeben hätte, so dass er sich als Sieger der Wahl sah. Für diese Behauptungen wurden keinerlei glaubhafte Beweise eingebracht. Der Supreme Court wies eine entsprechende Klage mit großer Mehrheit ab, wobei sich auch alle drei von Trump nominierten Richter gegen die Klage stellten.